# 모토로라
모토로라 주식회사(영어: Motorola, Inc.)는 미국의 전자 제품 및 통신 산업관련 기업이다.

## 역사
모토로라는 1928년 폴 갤빈(Paul Galvin)이 설립하였는데 갤빈은 총 자본금 565달러로 종업원 다섯명과 함께 시카고에 갤빈 제작소(Galvin Manufacturing Corp.)를 설립하고 당시 큼지막한 배터리로만 작동하던 라디오를 가정용 전기로 직접 사용할 수 있도록 하는 정류기(Eliminator)를 생산하여 제품으로 내놓았다.
1930년대에는 자동차용 라디오를 개발하여 "모토로라"라는 상표로 판매하였고 이 이름은 1947년부터 회사의 정식명칭으로 사용하였다. 2차 세계대전 중에는 군사통신의 중추적 역할을 수행한 휴대용 핸디토키(Handie-Talkie) 혹은 워키토키(Walkie-Talkie)라 불리는 무선통신기기를 개발해 연합군의 승리에 많은 기여를 했다. 전후에는 7인치 TV를 생산하면서 가정용 전자산업계의 리더로 부상하기 시작했다.
모토로라는 2차 세계대전의 종전과 함께 고체전자공학(Solidstate Electronics)연구소를 설립하였고, 1950년대 말 애리조나주에 첫 번째 반도체 제조공장을 설립하였다. 1960년대에는 모토로라는 미국 우주 개발 프로젝트에 적극 참여하여 많은 우주선의 통신장비와 설비를 개발하였다.
특히 1969년 달에 착륙하여 "인간의 작은 발걸음 하나지만 그러나 인류에게는 큰 발걸음" 이라고 말한 닐 암스트롱 선장의 생생한 육성이 지구에 전달된 것은 바로 모토로라가 개발한 우주통신용 무전기를 통해서였다.
그 후 1970년대 중반에 들어와서는 칼라TV, 오디오 기기 등의 가전제품 분야를 과감히 정리하고 기술 집약도가 높은 통신 산업분야에 집중하였다. 이때 세계 최초로 상용이동통신단말기(휴대전화)인 다이나택 8000X(DynaTAC 8000X)를 만들어 내었다.
1980년대, 1990년대에는 반도체 분야에서 MC68xx시리즈 CPU등 큰 성과를 거두었으며 1990년대 중반 이후에는 무선통신분야에서 무전기와 휴대폰을 개발하여 이 분야를 선도하였다. 특히 브이닷(V.)과 스타택(StarTAC), 그리고 레이저(RAZR)와 같은 히트상품을 만들어 내었다.
2003년 10월 6일에 반도체 분야를 분리하여 프리스케일을 창설한다고 발표하였다. '프리스케일 세미컨덕터'는 2004년 7월 16일에 주당 13불로 주식공개를 완료하였고, 모토로라로부터 분리되었다.
2010년 기준으로 미국 시카고 근교의 샴버그(Shaumburg)에 본사를 두고 있는 모토로라 주식회사는 한국을 포함한 세계 21개국에 사업장 및 주요 생산시설을 갖고 있었다. 또한 전 세계에 영업 판매망을 보유하고 있었으며, 종업원 총수는 10만명에 달하였다.
모토로라는 휴대전화, 무선호출기, 무전기 및 통신기반 시스템, 방위산업, 그리고 우주통신, 통신부품 및 자동차 전장품, 데이터 통신, 정보 처리 시스템에 이르기까지 혁신적인 통신제품들을 개발, 생산하여 공급하고 있다. 모토로라는 년간 매출액의 10% 이상을 기술개발에 투자하는 가운데, 지속적인 기술 개발에도 많은 힘을 기울이고 있다.
2011년에는 모바일 산업은 모토로라 모빌리티, 무전기 솔루션 분야는 모토로라 솔루션스로 분할되었다. 현재로써는 경영 위기로 핵심 분야만 분할한 셈이다. 현재는 기업연합체로 남아서 이어지고 있다.
중국기업에 인수되었다.

## 경영 철학
모토로라는 '사람에 대한 변함없는 존경'과 '불의에 타협하지 않는 정직성'을 주요 신념으로 실천해 오고 있다.
모든 종업원들에게는 이미 1947년부터 이익배당제도를 실시하고 있으며, 또한 상사와 부하직원, 동료와 동료직원간에는 항상 대화창구의 개방을 보장하는 '오픈도어 폴리시 (Open-door Policy)'를 고수하고 있다. 또한 사내충원제도(Internal Opportunity System)를 통해 사내에 공석이 발생할 우선 회사 내에서 우선 적격자를 찾게 하고 있다. 전 세계 모든 모토로라 조직에서 적용되고 있는 사내 충원제도는 고용기회 균등의 철학에 기초를 두고 있다. 이외에도 모토로라는 능률적인 업무환경 속에서 직원들 개개인의 의사를 최대한 존중하는 가운데 비지니스 목표의 성취와 더불어 직원들이 개인적인 성공을 이룰 수 있도록 제도적으로 다양한 지원을 하고 있다.
또한, 모토로라는 직원들의 자기계발과 업무 능력 향상을 위해 개인당 연간 40시간 이상의 교육을 의무화하고 있다. 모토로라 유니버시티는 사내의 대표적인 교육훈련 기관으로, 협력업체나 고객사의 직원교육에도 능동적으로 협조하고 있다.
모토로라는 마케팅과 기술, 그리고 서비스에서도 '세계 최상급(Best In Class)'을 추구하고 있다. 모토로라의 '식스 시그마' 품질관리 목표는 1,000,000개의 생산 제품 중 3, 4개 미만의 불량품만을 허용(불량률 3.4ppm) 하는 것으로 전 세계적으로 거의 달성 단계에 들어선 것으로 평가되고 있다. 모토로라는 미국정부에서 제정한 말콤볼드리지 품질대상의 제1회 수상자(1988)이기도 하다.

## 대한민국에서의 모토로라
1968년 모토로라코리아로 국내에 처음 창립되었으며 차후 이름을 바꾸었다. 2013년 2월 28일 2개부서 중 휴대전화사업부가 사업부진으로 철수하였고, 1개부서인 모토로라 솔루션 코리아만 존재한다. 그리고 2022년 5월 철수한 지 9년 만에 휴대전화사업부가 다시 재개되었다.

## 같이 보기
- 모토로라 모빌리티
- 모토로라 솔루션스
- 프리스케일 세미컨덕터